# Малогорожанське газове родовище
Малогорожанське газове родовище — належить до Більче-Волицького нафтогазоносного району Передкарпатської нафтогазоносної області Західного нафтогазоносного регіону України.

## Опис
Розташоване у Львівській області на відстані 10 км від м. Миколаїв.
Приурочене до північно-західної частини Косівсько-Угерської підзони Більче-Волицької зони.
Структура виявлена в 1950 р. і являє собою ерозійний виступ верхньокрейдових г.п., які перекриваються гельветськими, баденськими та сарматськими відкладами. По гіпсьангідритовому горизонту структура є брахіантиклінальною складкою північно-західного простягання розмірами по ізогіпсі — 300 м 5,5х2,5 м, висота 150 м. 
Перший промисловий приплив газу отримано з гельветських відкладів з інт. 465-490 м у 1952 р. 
Поклади пластові, тектонічно екрановані, один з них також літологічно обмежений. 
Експлуатується з 1970 р. Режим Покладів газовий. Запаси початкові видобувні категорій А+В+С1: газу — 1272 млн. м³.